# Ancienne gare du Nord (Berlin)
Ne doit pas être confondu avec Gare du Nord (Berlin).
Pour les articles homonymes, voir Gare du Nord.
L'ancienne gare du Nord (Alter Nordbahnhof) ou gare de marchandise Eberswalder Straße (Güterbahnhof Eberswalder Straße) est une ancienne gare ferroviaire de marchandises de Berlin. Ouverte en 1877, elle est fermée en 1985. Elle était située dans le quartier de Prenzlauer Berg, près de Gesundbrunnen, à l'endroit de l'actuel Mauerpark.

## Localisation
La gare se trouvait à la jonction de Eberswalder Straße et de Bernauer Straße, à proximité du Friedrich-Ludwig-Jahn-Sportpark. L'arrêt de tramway du parc sportif (ligne M10) dessert la zone.

## Histoire
La station ouvre le 10 juillet 1877 en tant que terminus sud de la ligne de Berlin à Stralsund. Il s'agissait d'une gare de marchandise, hormis entre 1892 et 1898, lorsqu'une partie du trafic local partait de Nordbahnhof au lieu de Stettiner Bahnhof à cause de travaux. Située à l'extrême ouest de la Bernauer Straße, Stettiner Bahnhof est pour sa part dévolue au transport de voyageurs.
En 1950, Stettiner Bahnhof est renommée Nordbahnhof (« gare du Nord »), parce que le précédent nom faisait référence à la ville de Stettin (Szczecin), située en Pologne, et que le gouvernement de la RDA ne voulait plus utiliser de mots allemands pour désigner les villes polonaises. L'ancienne Nordbahnhof est alors rebaptisé Güterbahnhof (gare de marchandises) Eberswalder Straße. Après la construction du mur de Berlin, en 1961, seule une petite partie du trafic de marchandises local est maintenu. La gare ferme finalement en 1985. Après 2000 une grande partie du site est réhabilitée afin de construire le Mauerpark, un parc commémoratif à proximité de l'ancien mur. Avant 2006, il était possible de voir quelques vestiges des rails, désormais retirés, depuis le Ringbahn, entre les stations Gesundbrunnen et Schönhauser Allee.

## Vestiges

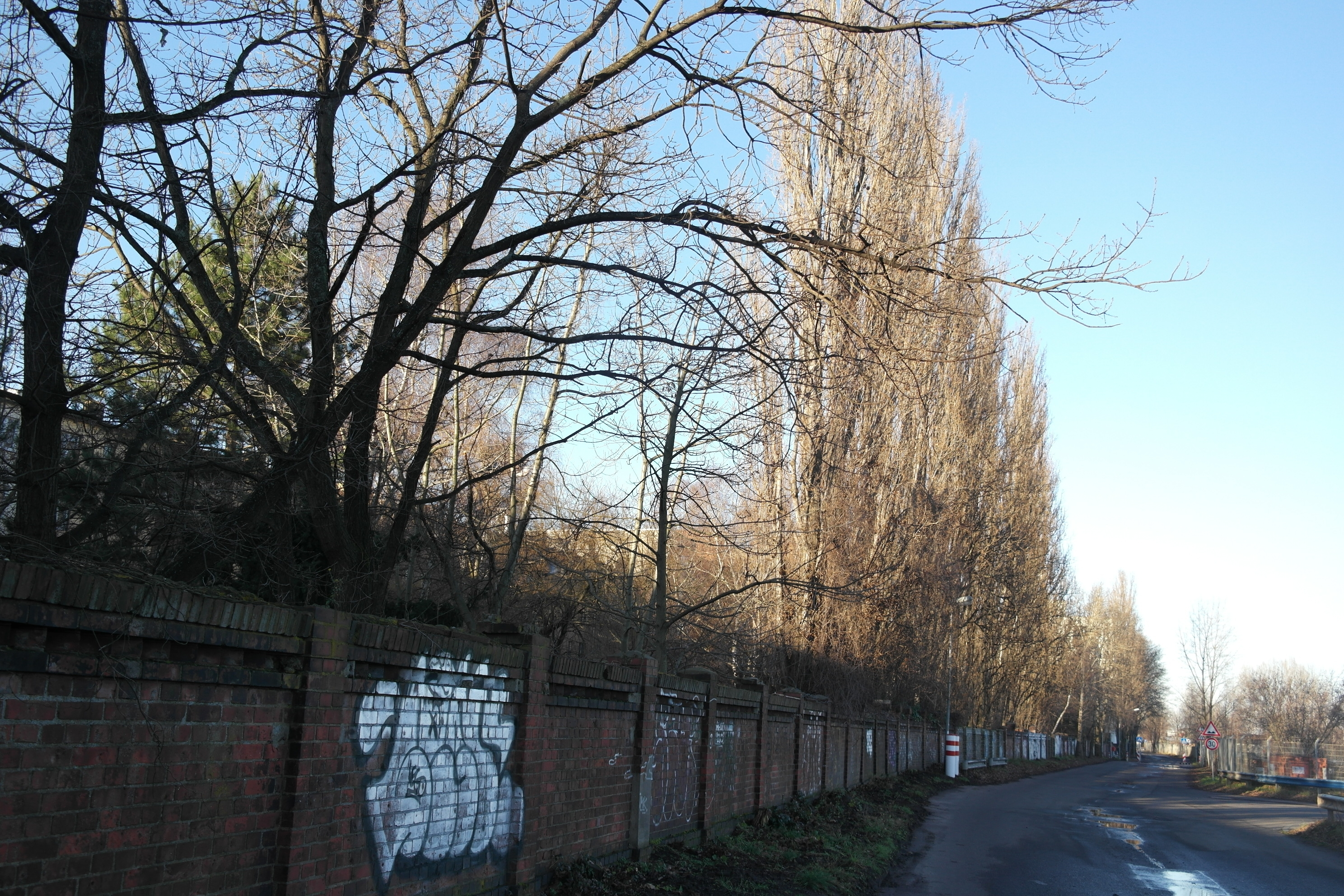
Ancien mur.
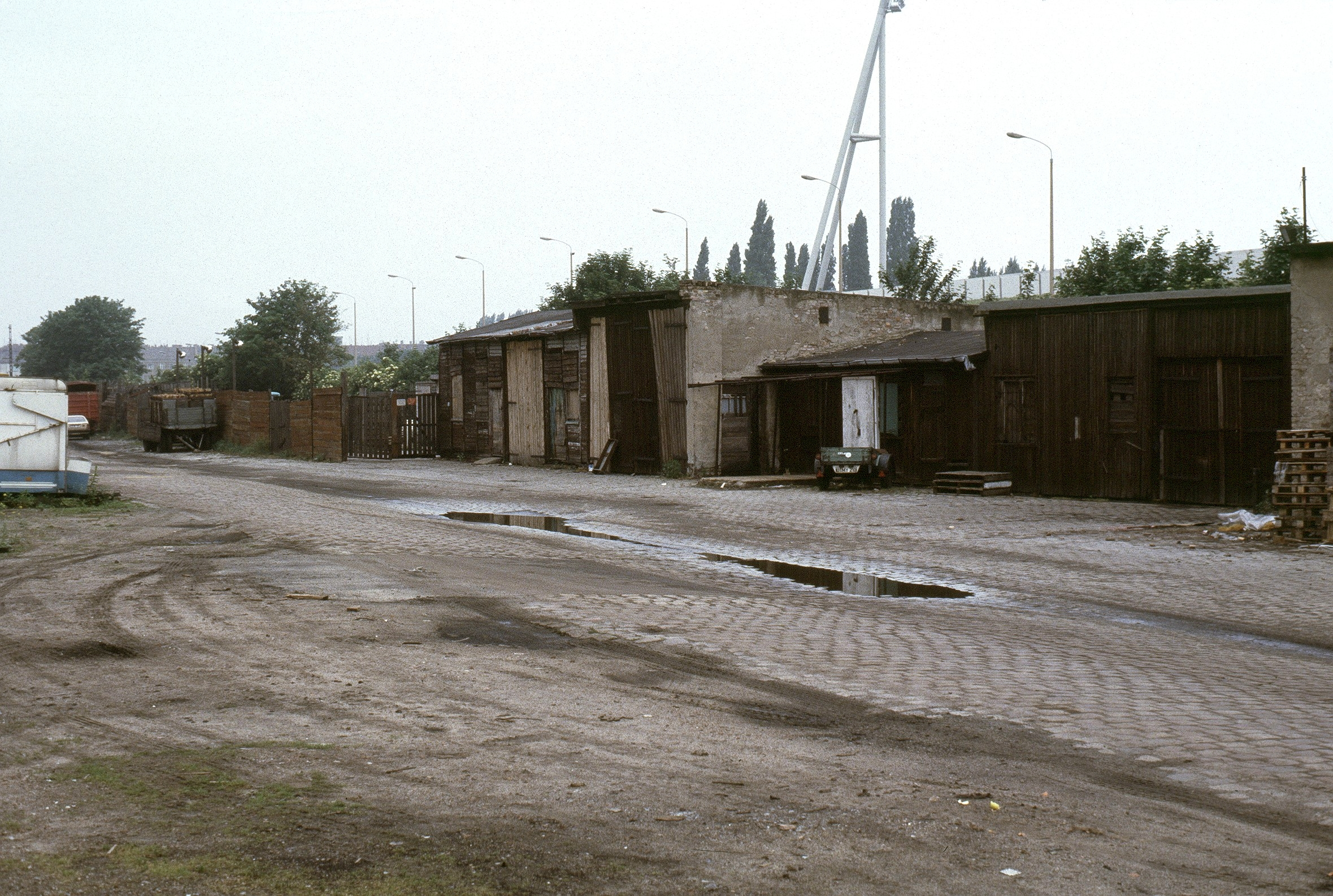
Ancien mur, près du mur de Berlin et du Friedrich-Ludwig-Jahn-Sportpark (1988).
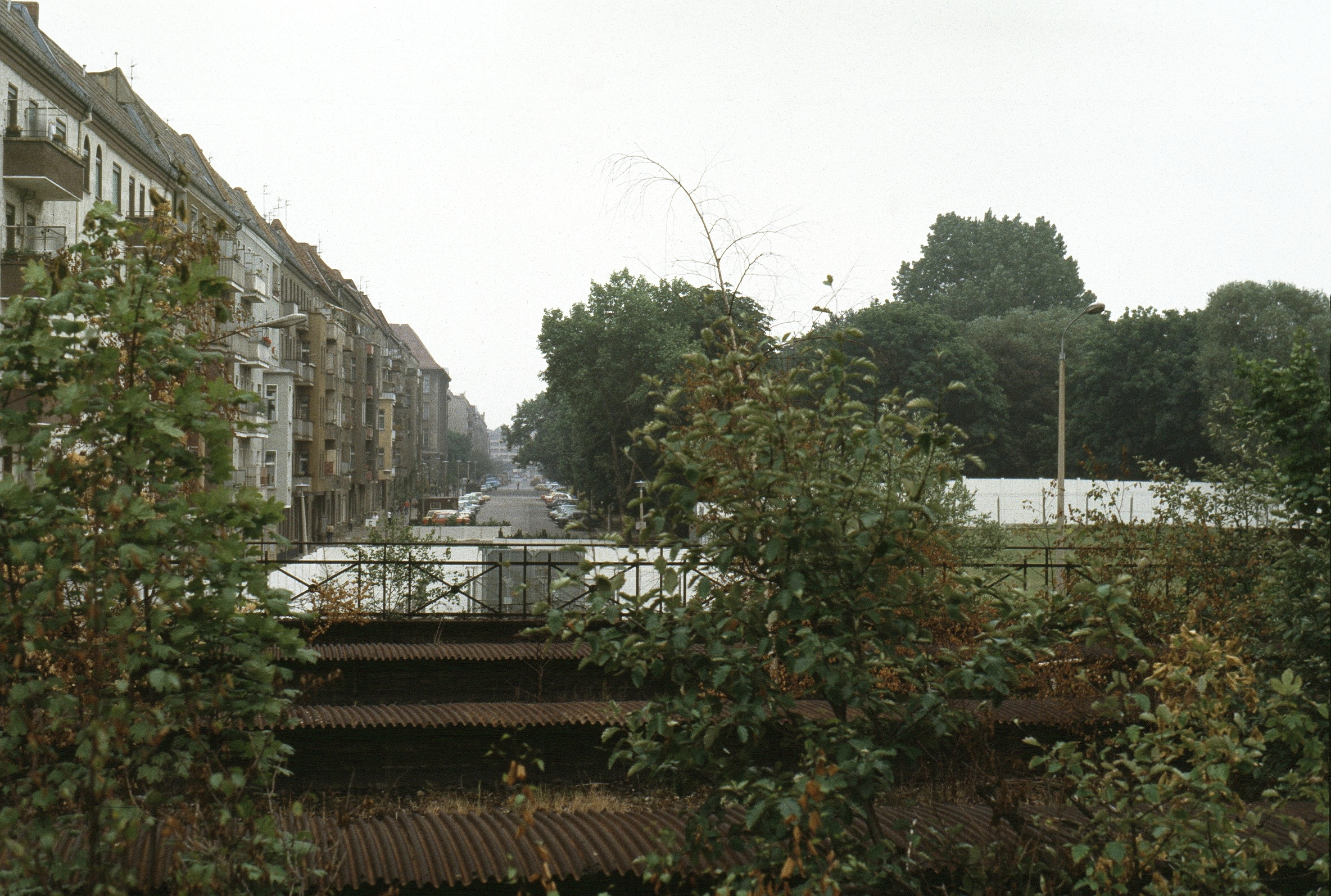
Lignes sur le Gleimtunnel (de) (1988).
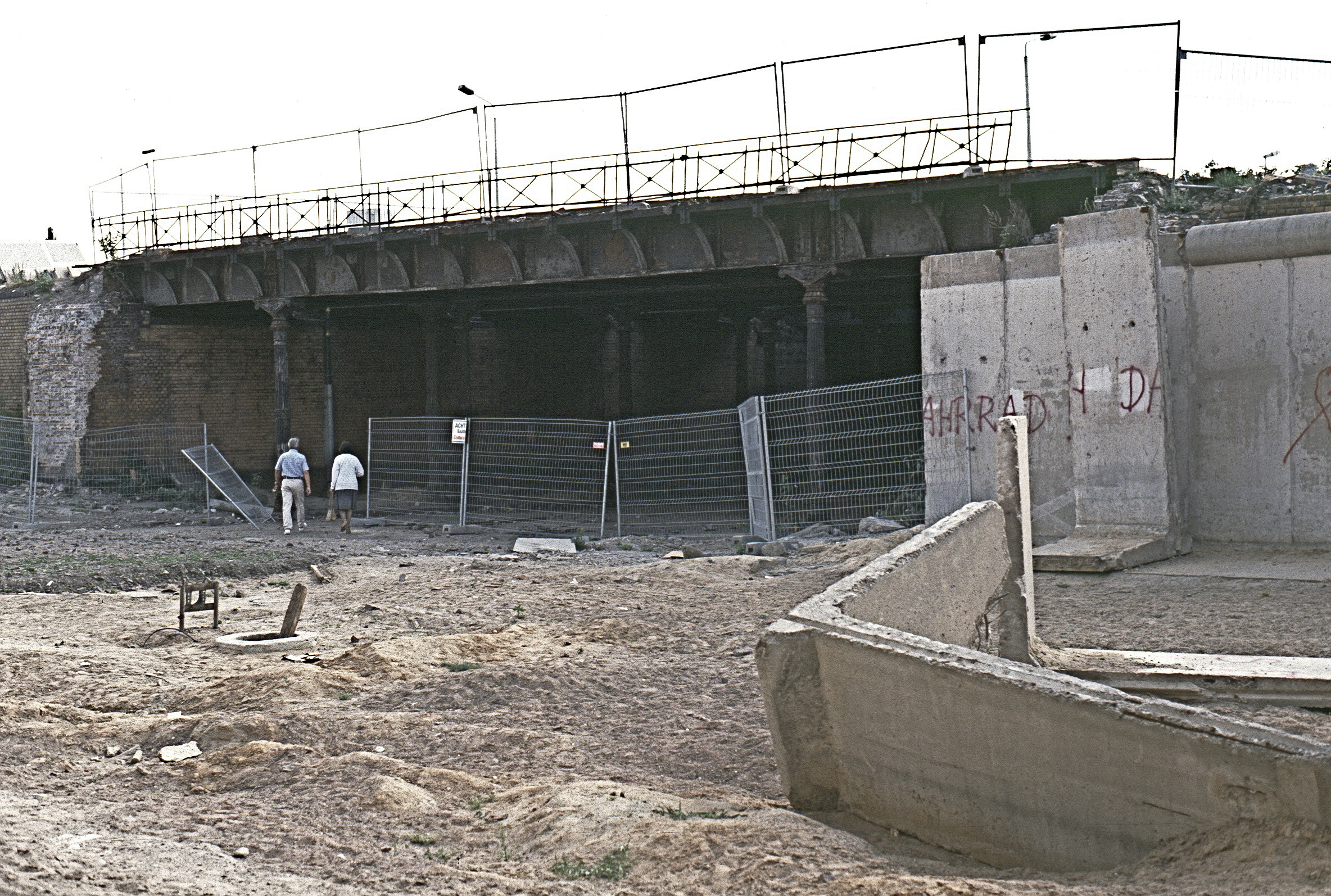
Gleimtunnel (1990).
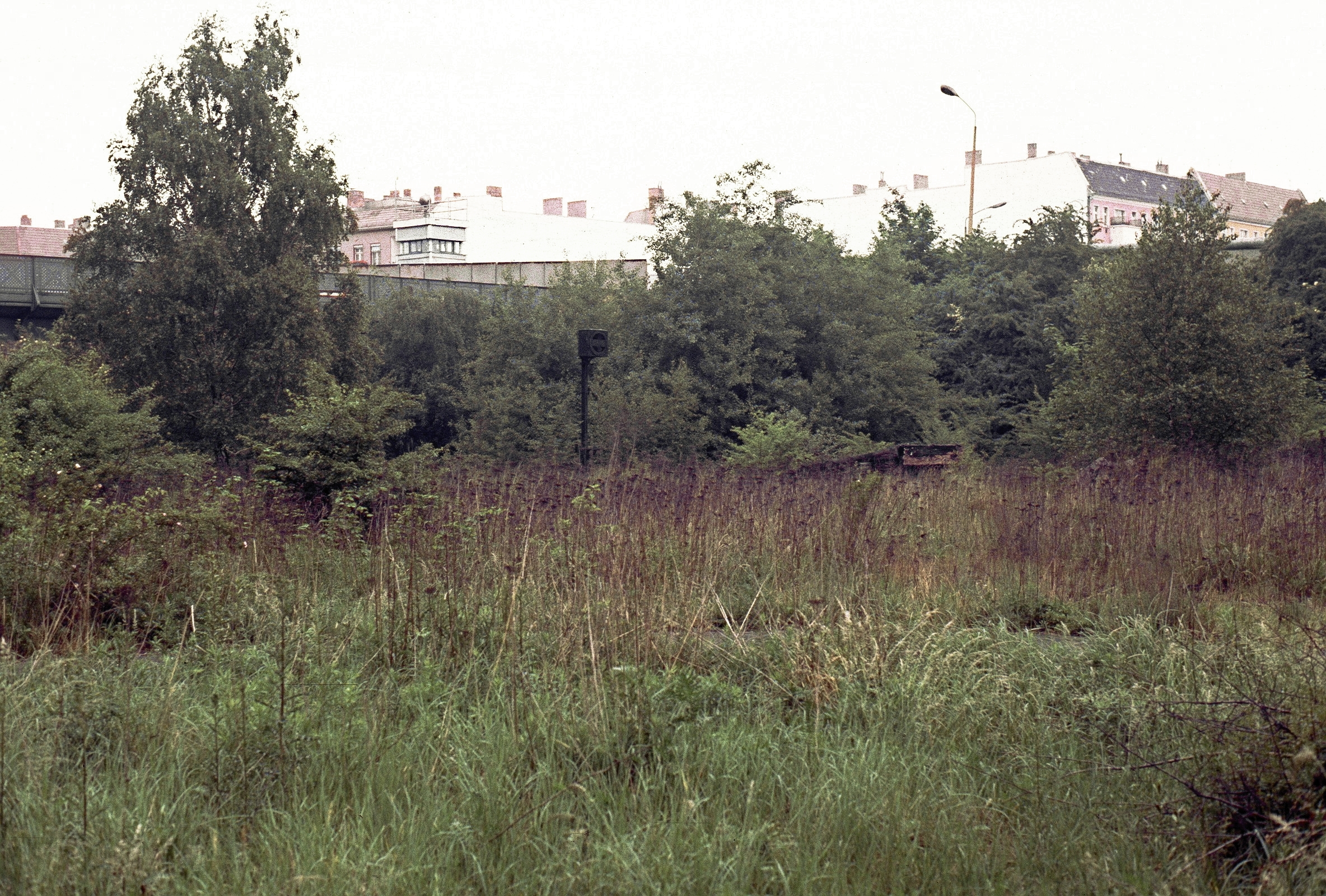
Signal ferroviaire (1988).